# Nemapogon alticolella
Nemapogon alticolella är en fjärilsart som beskrevs av Aleksei Konstantinovich Zagulajev 1961. Nemapogon alticolella ingår i släktet Nemapogon och familjen äkta malar.
Artens utbredningsområde är Österrike. Inga underarter finns listade i Catalogue of Life.